# Мікеле Серена
Мікеле Серена (італ. Michele Serena, нар. 10 березня 1970, Венеція) — італійський футболіст, що грав на позиції захисника. По завершенні ігрової кар'єри — тренер.

## Клубна кар'єра
У дорослому футболі дебютував 1986 року виступами за команду «Местре» у четвертому італійському дивізіоні. Після об'єднання з «Венецією» команда виступала під назвою «Венеція-Местре».
1989 року перейшов до «Ювентуса», звідки для отримання ігрової практики віддавався в оренду до «Монци» і «Верони».
Тренерський штаб «Юве» молодого захисника у складі своєї команди не бачив, тож 1992 року він перейшов до «Сампдорії», де протягом наступни трьох сезонів був основним гравцем команди, допомігши команді 1994 року вибороти титул володаря Кубка Італії.
1995 року уклав контракт з «Фіорентиною», у складі якого провів наступні три роки своєї кар'єри гравця. У складі цієї команди також виграв національний кубок.
Сезон 1998/99 провів в Іспанії, граючи за «Атлетіко», після чого повернувся на батьківщину, де приєднався до «Парми», а вже за півроку перейшов до «Інтернаціонале», де був здебільшого запасним захисником і де завершив ігрову кар'єру у 2003 році.

## Виступи за збірні
1990 року залучався до складу молодіжної збірної Італії. На молодіжному рівні зіграв в одному офіційному матчі.
1998 року провів свою єдину офіційну гру у складі національної збірної Італії.

## Кар'єра тренера
Розпочав тренерську кар'єру невдовзі 2005 року як тренер молодіжної команди «Венеції». За два роки очолив тренерський штаб головної команди клубу.
У подальшому працював із низкою італійських нижчолігових команд, останньою з яких була «Віченца», головним тренером якої Серена був протягом сезону 2018/19.

## Статистика виступів

### Статистика клубних виступів
| Сезон                      | Команда                    | Чемпіонат                  | Чемпіонат | Чемпіонат | Національний кубок | Національний кубок | Національний кубок | Континентальні кубки | Континентальні кубки | Континентальні кубки | Інші змагання | Інші змагання | Інші змагання | Усього | Усього | Усього |
| Сезон                      | Команда                    | Ліга                       | Ігор      | Голів     | Ліга               | Ігор               | Голів              | Ліга                 | Ігор                 | Голів                | Ліга          | Ігор          | Голів         | Ігор   | Голів  |        |
| -------------------------- | -------------------------- | -------------------------- | --------- | --------- | ------------------ | ------------------ | ------------------ | -------------------- | -------------------- | -------------------- | ------------- | ------------- | ------------- | ------ | ------ | ------ |
| 1986–87                    | «Местре»                   | C2                         | 1         | 0         | КІ-C               | ?                  | ?                  | -                    | -                    | -                    | -             | -             | -             | 1      | 0      |        |
| 1987–88                    | «Венеція-Местре»           | C2                         | 8         | 0         | КІ-C               | ?                  | ?                  | -                    | -                    | -                    | -             | -             | -             | 8      | 0      |        |
| 1988–89                    | «Венеція-Местре»           | C1                         | 31        | 0         | КІ-C               | ?                  | ?                  | -                    | -                    | -                    | -             | -             | -             | 31     | 0      |        |
| серп.-жовт. 1989           | «Венеція»                  | C1                         | 5         | 0         | КІ-C               | ?                  | ?                  | -                    | -                    | -                    | -             | -             | -             | 5      | 0      |        |
| Усього за «Венецію»        | Усього за «Венецію»        | Усього за «Венецію»        | 44        | 0         |                    | ?                  | ?                  |                      | -                    | -                    |               | -             | -             | 44     | 0      |        |
| жовт. 1989–90              | «Ювентус»                  | A                          | 4         | 0         | КІ                 | 0                  | 0                  | КУЄФА                | 1                    | 0                    | -             | -             | -             | 12     | 0      |        |
| серп.-жовт. 1990           | «Ювентус»                  | A                          | 0         | 0         | КІ                 | 0                  | 0                  | КВК                  | 0                    | 0                    | СІ            | 0             | 0             | 0      | 0      |        |
| Усього за «Ювентус»        | Усього за «Ювентус»        | Усього за «Ювентус»        | 4         | 0         |                    | 0                  | 0                  |                      | 1                    | 0                    |               | 0             | 0             | 5      | 0      |        |
| жовт. 1990–91              | «Монца»                    | C1                         | 24        | 2         | КІ-C               | ?                  | ?                  | -                    | -                    | -                    | -             | -             | -             | 24     | 2      |        |
| 1991–92                    | «Верона»                   | A                          | 26        | 3         | КІ                 | 3                  | 0                  | -                    | -                    | -                    | -             | -             | -             | 29     | 3      |        |
| 1992–93                    | «Сампдорія»                | A                          | 34        | 1         | КІ                 | 2                  | 0                  | -                    | -                    | -                    | -             | -             | -             | 36     | 1      |        |
| 1993–94                    | «Сампдорія»                | A                          | 31        | 0         | 'КІ'               | 10                 | 0                  | -                    | -                    | -                    | -             | -             | -             | 41     | 0      |        |
| 1994–95                    | «Сампдорія»                | A                          | 27        | 0         | КІ                 | 3                  | 0                  | КВК                  | 8                    | 0                    | СІ            | 1             | 0             | 43     | 0      |        |
| Усього за «Сампдорію»      | Усього за «Сампдорію»      | Усього за «Сампдорію»      | 92        | 1         |                    | 15                 | 0                  |                      | 8                    | 0                    |               | 1             | 0             | 116    | 1      |        |
| 1995–96                    | «Фіорентина»               | A                          | 24        | 0         | 'КІ'               | 6                  | 1                  | -                    | -                    | -                    | -             | -             | -             | 30     | 1      |        |
| 1996–97                    | «Фіорентина»               | A                          | 14        | 0         | КІ                 | 0                  | 0                  | КВК                  | 4                    | 0                    | 'СІ'          | 0             | 0             | 18     | 0      |        |
| 1997–98                    | «Фіорентина»               | A                          | 31        | 3         | КІ                 | 4                  | 0                  | -                    | -                    | -                    | -             | -             | -             | 35     | 3      |        |
| Усього за «Фіорентину»     | Усього за «Фіорентину»     | Усього за «Фіорентину»     | 69        | 3         |                    | 10                 | 1                  |                      | 4                    | 0                    |               | 0             | 0             | 83     | 4      |        |
| 1998–99                    | «Атлетіко»                 | ПД                         | 36        | 3         | КІ                 | 6                  | 1                  | КУЄФА                | 10                   | 0                    | -             | -             | -             | 52     | 4      |        |
| 1999-січ. 2000             | «Парма»                    | A                          | 15        | 0         | КІ                 | 2                  | 0                  | ЛЧ+КУЄФА             | 2+5                  | 0+0                  | 'СІ'          | 1             | 0             | 25     | 0      |        |
| січ.-черв. 2000            | «Інтернаціонале»           | A                          | 10+1      | 0         | КІ                 | 3                  | 0                  | -                    | -                    | -                    | -             | -             | -             | 14     | 0      |        |
| 2000–01                    | «Інтернаціонале»           | A                          | 13        | 0         | КІ                 | 4                  | 0                  | КУЄФА                | 4                    | 0                    | СІ            | 1             | 0             | 22     | 0      |        |
| 2001–02                    | «Інтернаціонале»           | A                          | 2         | 0         | КІ                 | 0                  | 0                  | КУЄФА                | 0                    | 0                    | -             | -             | -             | 2      | 0      |        |
| 2002–03                    | «Інтернаціонале»           | A                          | 0         | 0         | КІ                 | 0                  | 0                  | ЛЧ                   | 0                    | 0                    | -             | -             | -             | 0      | 0      |        |
| Усього за «Інтернаціонале» | Усього за «Інтернаціонале» | Усього за «Інтернаціонале» | 25+1      | 0         |                    | 7                  | 0                  |                      | 4                    | 0                    |               | 1             | 0             | 38     | 0      |        |
| Усього за кар'єру          | Усього за кар'єру          | Усього за кар'єру          | 335+1     | 12        |                    | 43                 | 2                  |                      | 34                   | 0                    |               | 3             | 0             | 416    | 14     |        |

### Статистика виступів за збірну
| Дата     | Місто     | Господарі | Результат | Гості  | Турнір            | Голи | Примітки |
| -------- | --------- | --------- | --------- | ------ | ----------------- | ---- | -------- |
| 5-9-1998 | Ліверпуль | Уельс     | 0 – 2     | Італія | Відбір до ЧЄ 2000 | -    | 85'      |
| Усього   |           | Матчів    | 1         |        | Голів             | 0    |          |

## Титули і досягнення
- Володар Кубка Італії (3):

«Ювентус»: 1989-1990
«Сампдорія»: 1993-1994
«Фіорентина»: 1995-1996
- Володар Суперкубка Італії з футболу (2):

«Фіорентина»: 1996
«Парма»: 1999
- Володар Кубка УЄФА (1):

«Ювентус»: 1989-1990